# Huseyn Seyidzade
Huseyn Seyidzade (en azerí: Hüseyn Seyidzadə; Gobernación de Ereván, 13 de octubre de 1912 - Bakú, 2 de junio de 1979) fue un director de cine de Azerbaiyán, Artista de Honor de la RSS de Azerbaiyán.

## Biografía
Huseyn Seyidzade nació el 13 de octubre de 1912 en Gobernación de Ereván. En 1936 se graduó de la Universidad Panrusa Guerásimov de Cinematografía en Moscú, fue enseñado por los famosos directores de cine – Serguéi Eisenstein, Mijaíl Romm y Lev Kulidzhánov. Después empezó a trabajar en el estudio de cine Lenfilm. En 1943 Huseyn Seyidzade dirigió su primera película con la actriz Leyla Badirbeyli. Él también trabajó en Estudios de Cine Gorki y Mosfilm. En 1956 dirigió uno de más famosa y exitosa película de la historia de cine de Azerbaiyán - “No eso, entonces esto”, basado en la opereta de Uzeyir Hajibeyov. 
Huseyn Seyidzade recibió el título “Artista de Honor de la RSS de Azerbaiyán” en 1970. Él murió el 2 de junio de 1979 en Bakú.

## Filmografía
- 1938 – “Bakuenses”
- 1943 – “Una familia”
- 1956 - “No eso, entonces esto”
- 1960 – “Koroglu”
- 1978 – “La suegra”

## Premios y títulos
- Artista de Honor de la RSS de Azerbaiyán (1970)